# One year
One year is het debuutalbum van Colin Blunstone als soloartiest.
Na het uiteenvallen van The Zombies in 1968 verliet Blustone tijdelijk de muziekwereld. Hij moest nadenken over wat hij verder zou gaan doen. Hij nam een kantoorbaantje aan. In 1969 verscheen bij Deram een drietal singles van hem onder pseudoniem Neil MacArthur. Een daarvan She's not there, een Zombies-hit, werd een bescheiden hit in 1969 in Engeland, maar later een wereldhit in de uitvoering van Santana. In juli 1970 is hij weer in de geluidsstudio te vinden om te beginnen aan zijn eerste soloalbum. Hij werd daarbij geholpen door zijn Zombiesmaatjes Rod Argent en Chris White. Deze hadden inmiddels hun loopbaan vanuit The Zombies voortgezet als Argent. De musici die deels dit album opnamen (tracks 1, 4 en 6)  waren dan op Crosthwaite na uit die band afkomstig. De titel van het album is terug te voeren op de tijd die Blunstone en begeleiding nodig hadden om het album op te nemen, van juli 1970 tot juli 1971.
OOR's Pop-encyclopedie (1977) vond het samen met de twee volgende albums de beste albums van Blunstone, alhoewel werd aangetekend dat Blunstones stem hier verdronk in de arrangementen. Allmusic gaf het 4,5 ster (van 5).

## Musici
- Colin Blunstone – zang, gitaar
- Russ Ballard,  – gitaar
- Alan Crosthwaite – gitaar op Misty Roses
- Jim Rodford – basgitaar
- Rod Argent – toetsinstrumenten
- Robert Henrit – slagwerk

## Muziek
| Nr. | Titel                                                                   | Duur |
| --- | ----------------------------------------------------------------------- | ---- |
| 1.  | She loves the way they love her (Argent, White, arr. Argent)            | 2:50 |
| 2.  | Misty roses (Tim Hardin, arr. Chris Gunning)                            | 5:05 |
| 3.  | Smokey day (Argent, White, arr. Chris Gunning)                          | 3:13 |
| 4.  | Caroline goodbye (Blunstone, arr. Rod Argent, Tony Visconti)            | 2:55 |
| 5.  | Though you are far away (Blunstone, arr. Chris Gunning)                 | 3:24 |
| 6.  | Mary won’t you warm my bed (Mike d’Abo, arr. Rod Argent, Tony Visconti) | 3:12 |
| 7.  | Her song (Argent, White, arr. Chris Gunning)                            | 3:31 |
| 8.  | I can’t live without you (Blunstone, arr. Chris Gunning)                | 3:28 |
| 9.  | Let me come closer to you (Blunstone, arr. John Fiddy)                  | 2:25 |
| 10. | Say you don’t mind (Denny Laine, arr. Chris Gunning)                    | 3:22 |

## Singles
Van het album werden twee singles afgehaald:
- Caroline goodbye met B-kant Though you are far away en
- Say you don’t mind met B-kant Let me come closer.

Die laatste haalde de UK Singles Chart voor negen weken met een piek op plaats 15.